# Chiuso con tutti/Torna a me
Chiuso con tutti / Torna a me è il terzo singolo su 7" de I Califfi pubblicato nel 1967 dalla Ri-Fi. Il singolo proponeva i rifacimenti in lingua italiana di Chiuso con tutti = Close Another Door dei Bee Gees, mentre sul lato B suonavano Torna Da Me = Look Away di Garnet Mimms.

## Tracce
Lato A
1. Chiuso con tutti = Close Another Door (testo: Gino Paoli – musica: Robin Gibb, Barry Gibb, Maurice Gibb)

Lato B
1. Torna a me = Look Away (testo: Franco Boldrini – musica: Bert Russell, Norman Meade)